# Anortoitrialita-(Y)
L'anortoitrialita-(Y) és un mineral de la classe dels silicats.

## Característiques
L'anortoitrialita-(Y) és un silicat de fórmula química Y₄(SiO₄)(Si₃O₁₀). Va ser aprovada com a espècie vàlida per l'Associació Mineralògica Internacional l'any 2023. Va ser publicada a la revista internacional Mineralogical Magazine per Thomas Malcherek et al. en el mes de gener de 2025 amb el títol «Anorthoyttrialite-(Y), Y₄(SiO₄)(Si₃O₁₀), a natural representative of B-type rare earth disilicates». Cristal·litza en el sistema triclínic.
L'exemplar que va servir per a determinar l'espècie, el que es coneix com a material tipus, es troba conservat a les col·leccions del Museu de la Natura d'Hamburg, a Alemanya, amb el número de catàleg: no-007.

## Formació i jaciments
Va ser descoberta a la pegmatita Stetind, situada a la localitat de Narvik, dins el comtat de Nordland (Noruega), sent l'únic a tot el planeta on ha estat descrita aquesta espècie mineral.